# لوک لانگلوا
لوک لانگلوا استاد برجسته فلسفه در دانشگاه لاوال است. او به مدت هشت سال سمت ریاست دانشکده فلسفه در این دانشگاه را برعهده داشته است.

## تحصیل
لوک لانگلوا دوره های تحصیلات ابتدایی و دوره متوسطه را در مدارس کانادا گذراند. او به تحصیل در رشته فلسفه در دانشگاه لاوال پرداخت و در سال ۱۹۸۵ مدرک لیسانس خود را در رشته فلسفه از این دانشگاه دریافت کرد. سپس به تحصیل در این دانشگاه ادامه داد و مدرک فوق‌لیسانس در فلسفه را در سال ۱۹۸۶ از همین دانشگاه دریافت کرد. او مدرک فوق‌لیسانس دوم خود را در همین رشته از دانشگاه سوربن پاریس در سال ۱۹۸۷ دریافت کرد. سپس به تحصیل فلسفه در مقطع دکترا در این دانشگاه پرداخت و مدرک دکترای فلسفه را در سال ۱۹۹۱ از این دانشگاه دریافت کرد. او دارای مدرک لیسانس حقوق از دانشگاه لاوال نیز می‌باشد که در سال ۱۹۹۵ دریافت کرد.

## تدریس در دانشگاه
او دروس فلسفه مدرن را در دانشکده فلسفه دانشگاه لاوال تدریس می‌کند. تخصص او در زمینه‌های فلسفه مدرن آلمانی شامل لایبنیتز، کانت، فیشته، ایده‌آلیسم آلمانی، نئوکانتیسم، هابرماس و هایدگر است.

## نگارش و ترجمه کتاب
او چندین کتاب دانشگاهی نوشته و نیز چند کتاب فلسفه از آلمانی به فرانسوی ترجمه کرده است.

## جوایز
او جایزه Ordre des Palmes académiques را با عنوان شوالیه در سال ۲۰۰۶ از دولت فرانسه دریافت کرد. او همچنین ریاست انجمن فلسفه کانادا را برعهده داشته است.